# Sunay Erdem
Sunay Erdem  (Xumen, 17 de març de 1971) és un arquitecte paisatgista turc, nascut a Bulgària.
Erdem va realitzar varies projectes de disseny urbà en més de 40 països. Va guanyar el Premi Nacional d'Arquitectura en Turquia en la categoria Presentació d'Idees (2010). Sunay Erdem també va guanyar els Premis Turístics Nacionals de Paisatge Turc els anys 2009, 2010 i 2013 que van ser lliurats per la Cambra d'Arquitectes del Paisatge a Turquia. Un dels projectes importants desenvolupats per Sunay Erdem és el projecte de muralla per a la frontera entre EUA i Mèxic.